# František Šorm
František Šorm (* 28. Februar 1913 in Prag; † 18. November 1980 ebenda) war ein tschechischer Chemiker (Organische Chemie, Biochemie).

## Leben
Sorm studierte Chemie an der Technischen Hochschule in Prag und wurde dort 1936 promoviert. Danach war er Chemiker bei den Škoda-Werken. 1945 wurde er Privatdozent und 1946 an der Hochschule für chemische Technologie in Prag und 1950 bis 1952 war er Professor für Organische Chemie an der Karls-Universität. 1952 war er Gründungsdirektor des Instituts für Organische Chemie und Biochemie der Tschechoslowakischen Akademie der Wissenschaften.
Er untersuchte Naturstoffe wie Alkaloide, Isopren-Derivate wie Sesquiterpene, Steroide und Azulene. Dabei fand er ungewöhnliche Ringsysteme. Er untersuchte pflanzliche Siliciumverbindungen und befasste sich mit Juvenilhormonen als Insektiziden und mit der Synthese von Peptiden (in seiner Gruppe wurde zuerst Oxytocin synthetisiert). Er war Autor und Ko-Autor von über 1000 Veröffentlichungen.
Er war im Zentralkomitee der Kommunistischen Partei, begrüßte aber den Prager Frühling und wurde nach dessen Niederschlagung aus seinen Ämtern gedrängt und zu frühzeitiger Pension mit 60 Jahren genötigt. Man verbot ihm auch internationale Konferenzen im Ausland zu besuchen.
Ab 1958 war Šorm auswärtiges Mitglied der Akademie der Wissenschaften der UdSSR. 1962 wurde er Mitglied der Leopoldina. 1962 bis 1969 war er Präsident der Tschechoslowakischen Akademie der Wissenschaften. 1970 wurde er in die American Academy of Arts and Sciences gewählt.